# Castillo de Cabrera de Igualada
El castillo de Cabrera se encuentra situado sobre una colina en Cabrera de Igualada, (Noya) y se conservan restos románicos de la muralla, junto a la masía de Can Móra y la capilla de San Salvador.

## Contexto histórico
El primer señor fue el obispo y vizconde Guilabert de Barcelona, y al llegar el año 1063 su sucesor, Miró Guilabert, vendió el castrum Capri a Ramón Berenguer I, conde de Barcelona, y su esposa Almodis de la Marca. En esta venta también se incluyó la iglesia de Sancti Salvatoris. A partir de 1147 el conde barcelonés encomienda la castellanía de los castillos de Apiera y Cabrera al vizconde Guillermo de la Guardia.
En 1273 Asbert de Mediona dio al rey Jaime I de Aragón el castillo de Altea a cambio del castillo de Cabrera, que le cedió en feudo. Más tarde acabaría recuperando el de Altea. Cuatro años más tarde, Asbert dio de nuevo el castillo de Altea y el de Vilamajor al rey, entonces Pedro III de Aragón, el cual a cambio le confirmó el feudo del de Cabrera.

## Historia del conjunto
En el año 1348 Pere de Tous recibió los feudos del castillo de Cabrera y lugar de Vallbona y dos años más tarde Pedro IV de Aragón le confirmaba la potestad de este castillo. Aunque hubo algunas ventas momentáneas de los términos del castillo, Bernat de Tous recuperó la titularidad y el 1396 este noble vendió el castillo de Cabrera y el lugar de Vallbona a los Cardona.
A partir de 1483 el lugar pertenecía a los Camporrells y finalmente pasó a manos de la familia de los Foixá hacia el año 1550, época en la que el castillo ya estaba en estado muy deteriorado. Finalmente, a finales del siglo XVIII hay constancia de que la familia Mora era la propietaria y edificó una amplia residencia que ha perdurado conservándose en el portal el escudo de los Cardona.